# Музика Камбоджі

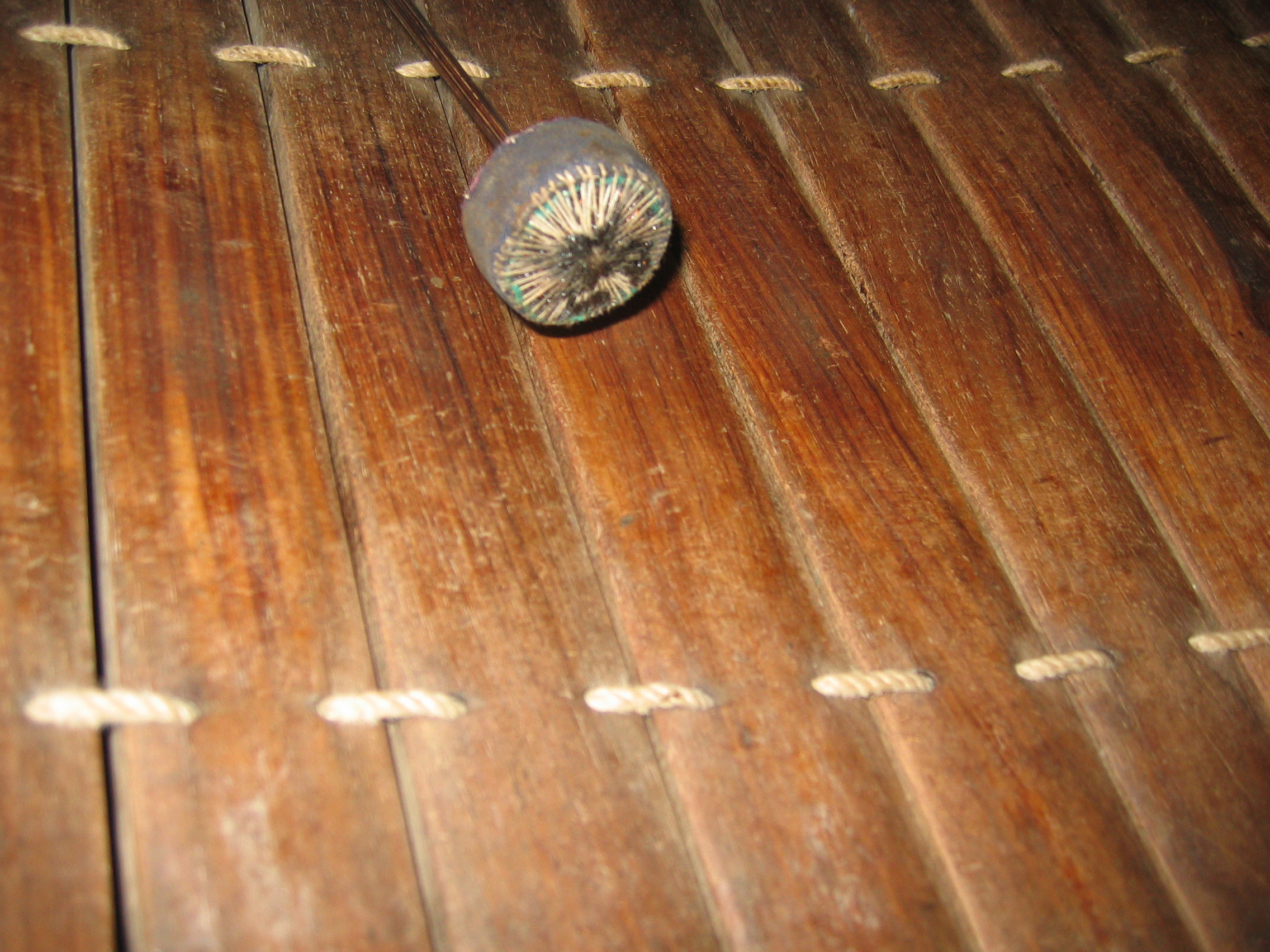
Ронит — бамбуковий ксилофон

Музика Камбоджі має багатовікову історію. Основу музичної культури країни становить музичне мистецтво кхмерів, свій вклад вносять музичні традиції інших народів — в'єтнамців, китайців, тямів і гірських кхмерів.

## Історія
З народних форм музики відомі «чапей» і «а яй». Перша з них популярна серед старшого покоління і найчастіше виконується однією людиною на камбоджійській гітарі (чапей), яка у проміжках між грою декламує тексти. Тексти пісень, як правило, присвячені моральній або релігійній тематиці. Музика у жанрі «а яй» виконується соло або дуетом чоловіка та жінки і часто має комічний характер, з широким використанням експромтів. Жанр «пленг каах» (буквально — «весільна музика») є набором традиційної музики і пісень для супроводження різних обрядів традиційного кхмерського весілля, яке триває багато днів.
Традиції кхмерської народної музики існували майже незмінними протягом століть, включно з періодом французького колоніального панування. Після одержання Камбоджею незалежності, до приходу до влади червоних кхмерів уряд країни приділяв немалу увагу розвитку національної музики. Так, у 1966 році у Пномпені було створено Інститут красних мистецтв, де проводилась підготовка професійних акторів, музикантів, танцюристів, а також збудовано концертний зал, у якому відбувалися виступи танцювальних груп інституту (як правило, для високопоставлених іноземних делегацій, дипломатичного корпусу тощо). На базі Інституту красних мистецтв також було створено оркестр, орієнтований на виконання європейської класичної музики.
У 1960-70-х роках у Камбоджі стала практикуватися і поп-музика. Найвідомішими виконавцями у цьому жанрі були естрадні співаки Сінн Сисамут і Рос Серейсотея. Але за влади червоних кхмерів культурні установи були ліквідовані, багато класичних і популярних співаків 60-70-х років убиті або відправлені у табори, а записи музики того періоду — утрачені або знищені.
У 1980-х роках Кео Сурат (камбоджійський біженець, що поселився у США) і інші  камбоджійські емігранти виступали з популярними піснями, стилізованими під традиційну камбоджійську музику. У 1980-і 1990-і роки також зростала популярність музики у стилі кантрум, характерного для північних кхмерів, у сучасному аранжуванні.
Австралійська хіп-хоп група Astronomy Class записала кілька пісень у виконанні співачки Как Чанті, вродженої камбоджійки.

## Інструменти
Головну роль серед традиційних музичних інструментів Камбоджі займають ударні: барабани — сампхо (завезені у ПСА з арабських країн), чхайям (сільські танцюристи носять його на паску через плече, акомпануючи танцям), литаври — ско-тхом (обов'язковий інструмент для танцювальних оркестрів); гонги, які використовували під час святкових подій; у класичному камбоджійському  оркестрі є інструмент конг-тхом, який складається з 16 маленьких гонгів. Серед духових інструментів перше місце належить гобоям — пей о, пра пей, пей-пок, і флейті — кхлой; у народності пеар є інструмент, котрий складається  з 5-6 флейт, — пхла.